# Pacatianus
Pacatianus (° ? - †248), de son nom complet Tiberius Claudius Marinus Pacatianus, parfois francisé en Pacatien, est un usurpateur de la période dite de l'Anarchie militaire.

## Biographie
Peu après les célébrations du millième anniversaire de la fondation de Rome en avril 248, des révoltes éclatent en Orient, et dans les Balkans. Un sous-officier de la province de Mésie, nommé Marinus par Zosime et Zonaras, prend la pourpre contre l'empereur Philippe l'Arabe et son frère Priscus gouverneur très impopulaire.
Le nom complet de l'usurpateur est fourni par ses frappes monétaires, des antoniniens de billon, dont un donne une datation de l'année 1001 de Rome (voir photo ci-contre) :
- avers : IMP(erator) TI(berius) CL(audius) MAR(inus) PACATIANVS AVG(ustus)
- revers : ROMAE AETER(nae) AN(no) MILL(esimo) ET PRIMO

Cette monnaie permet de dater son usurpation de fin 248 - début 249. Il ne règne pas longtemps, et est tué par ses soldats avant l'arrivée du sénateur Decius envoyé par l'empereur.
Quand la nouvelle de la mort de Pacatianus est connue, ce même Dèce est acclamé empereur par ses troupes. Les barbares redeviennent menaçants pour l'empire, car pendant les troubles dus à l'usurpation de Pacatianus, personne ne leur a plus versé les subsides qui leur étaient dus.
Il était probablement le fils ou le neveu de Tiberius Claudius Sollemnius Pacatianus.